# Sejm koronacyjny

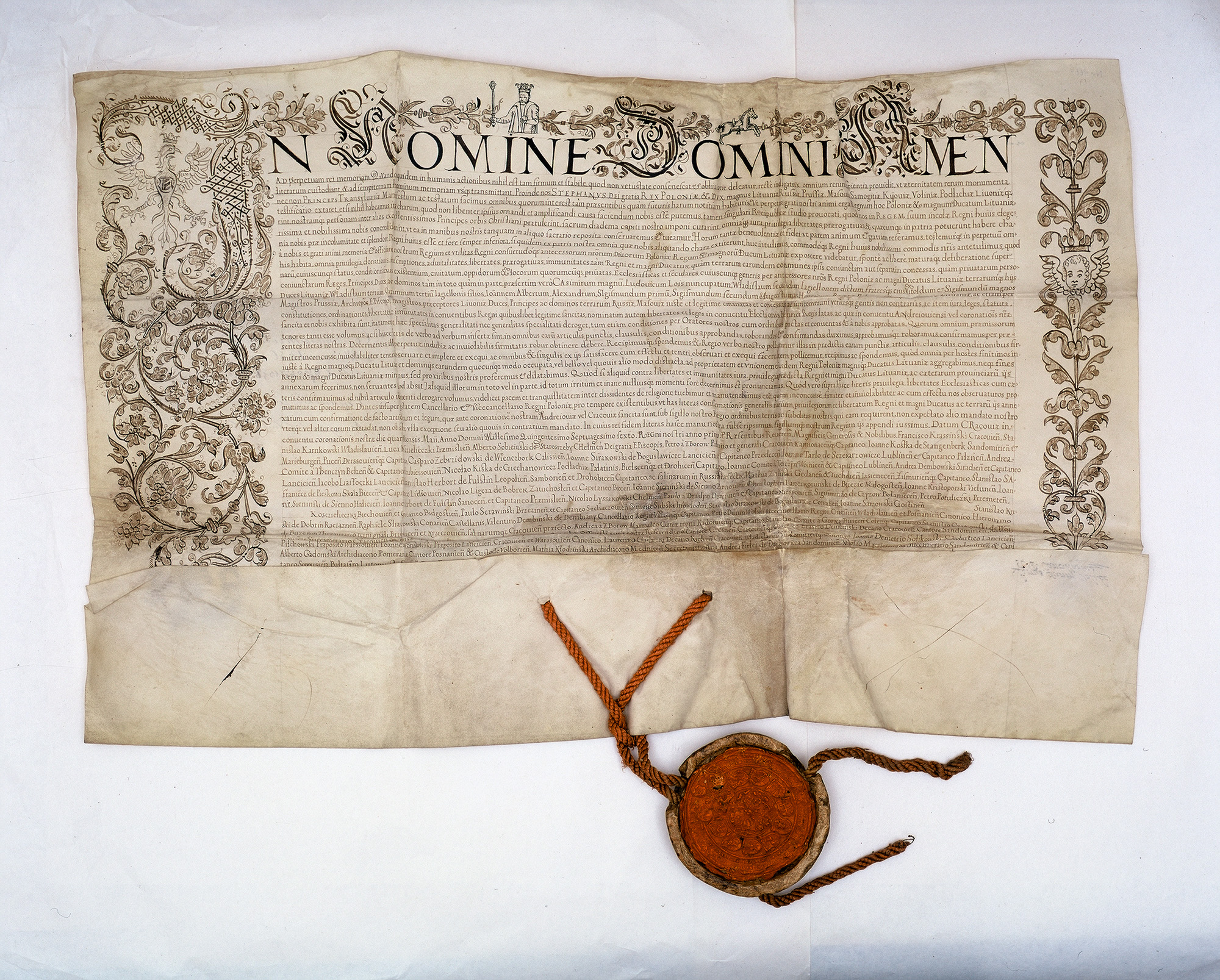
Potwierdzenie przez króla polskiego Stefana Batorego na sejmie koronacyjnym w 1576 roku praw i przywilejów szlachty Rzeczypospolitej

Sejm koronacyjny – w I Rzeczypospolitej był to sejm, poprzedzający koronację elekta.
Odbywał się w Krakowie (wyjątkiem był sejm koronacyjny warszawski Stanisława Augusta Poniatowskiego). Na sejmie tym elekt dopełniał wszystkich formalności przygotowujących jego koronację. Zaprzysięgał on artykuły henrykowskie i pacta conventa.